# 梅甘·马克斯
梅甘·马克斯（英語：Megan Marcks，1972年10月19日—），旧姓斯蒂尔（Still），澳大利亚女子赛艇运动员。她曾代表澳大利亚参加1992年和1996年夏季奥林匹克运动会赛艇比赛，其中1996年奥运会获得一枚金牌。